# Panmayanisme
Le panmayanisme (espagnol : Panmayanismo, anglais : Pan-Mayanism) est une approche qui considère l’unité du peuple maya, indépendamment des différences économiques, sociolinguistiques et culturelles des groupes qui la composent, comme point de départ pour l’articulation d’un projet politico-historique.

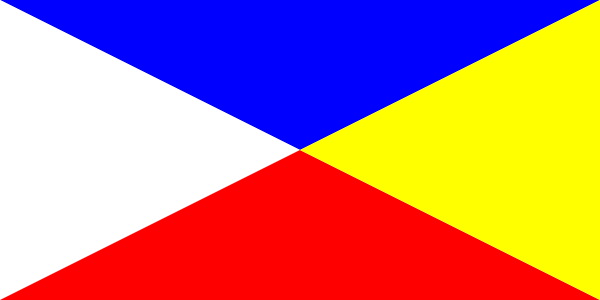
Étendard panmayaniste